# Natividad Almeda-López
Natividad Almeda-López, née le 8 septembre 1892, morte le 22 janvier 1977 à Manille, est une féministe et avocate puis juge philippine.
Elle est la première femme avocate des Philippines. Elle réussit l'examen du barreau en 1914, et est la première femme à défendre une femme devant un tribunal,. Elle est aussi la première femme juge du tribunal municipal de Manille.
Elle est considérée comme un « phare du mouvement féministe » et une femme « en avance sur son temps ».

## Biographie

### Jeunesse, vie familiale
Née en 1892, Natividad Almeda épouse l'avocat et gouverneur Domingo López, à l'âge de 30 ans. Ils ont trois enfants, Marita, Lulu et Jake, ce qui est un âge tardif pour l'époque. Elle surprend la société de l'époque en continuant sa propre vie professionnelle, et sans aller habiter chez son mari le gouverneur de la province : c'est lui qui vient lui rendre visite le week-end.

### Carrière judiciaire et militantisme féministe
Après ses études de droit, Natividad Almeda-López réussit le concours du barreau en 1913, mais elle est trop jeune pour être effectivement admise à plaider, et doit attendre un an avant de rejoindre la liste officielle des avocats. Elle n'est peut-être pas la première femme à avoir réussi le barreau, mais elle est la première à avoir pu réellement exercer sans interdiction de son conjoint.
Agée de 26 ans, elle prononce un discours devant l'Assemblée législative des Philippines en faveur des droits des femmes.
Elle est recrutée en 1919 par le Bureau de la Justice et promue procureure adjointe au bureau du procureur général. En 1934, le président Manuel Quezon lui confie une nomination permanente au poste de juge municipal du tribunal municipal de Manille, poste qu'elle occupe à titre temporaire pendant trois ans. Dans ses jugements, elle fait attention à la situation matérielle des prévenus, et n'hésite pas à payer elle-même l'amende des démunis.
Natividad Almeda-López organise souvent des réunions pour promouvoir les droits des femmes, notamment le droit de vote des femmes. Elle participe à de nombreuses marches et manifestations où elle se fait remarquer de la presse par son comportement et par sa haute stature.
Pendant la Seconde Guerre mondiale, pour échapper à l'occupation japonaise, elle s'échappe de Manille avec ses trois enfants et se réfugie avec eux dans la ville natale de son mari, Tayabas.

## Honneurs
Natividad Almeda-López reçoit de son vivant trois prix présidentiels : la Médaille présidentielle du mérite pour son leadership dans le mouvement féministe en 1955, en 1966 elle est reconnue pour son travail en faveur des droits des femmes, et en 1968 elle reçoit de nouveau la Médaille présidentielle du mérite.
Après sa mort, le gouvernement des Philippines honore sa mémoire de diverses manières, notamment en 1996, en donnant son nom à une rue.